# Asynaptops bowringii
 Asynaptops bowringii es una especie de coleóptero de la familia Attelabidae.

## Distribución geográfica
Habita en Sri Lanka la India.